# Carl Ekman (1883–1957)
Carl Johan Jacob Emil Ekman, född 19 oktober 1883 i Göteborg, död där 14 juni 1957, var en svensk affärsman och konsul. Han tillhörde Göteborgssläkten Ekman och var verksam i handelshuset Ekman & Co.
Han var son till konsul Johan Ekman och Hedvig Sophia Richert. År 1914 gifte han sig med Bertha Carola Eina Pripp, dotter till ingenjör Henrik Pripp och Alice Lyon.
Carl Ekman tog studentexamen 1903, studerade vidare på Tekniska högskolan och Bergshögskolan åren 1903–1905 och i utlandet mellan 1907 och 1908. Därefter blev han delägare i firman Ekman & Co och VD i Ekman & Co:s AB. Han hade flera styrelseuppdrag, exempelvis i Handelshögskolan i Göteborg, Jubileumsutställningen i Göteborg 1923, i Göteborgs Bank, Svenska Ostindiska Kompaniet, Sjöförsäkrings AB Gauthiod, Orrefors och Eds Cellulosafabriks AB.
1923 blev han italiensk konsul och 1918 invaldes han i Göteborgs stadsfullmäktige.
Carl Ekman är begravd på Östra kyrkogården i Göteborg. (Gravrätten har återtagits).